# Amunicja do badań
Amunicja do badań – rodzaj amunicji służącej do badań kontrolnych, specjalistycznych i eksploatacyjnych broni oraz elementów amunicji.
Do amunicji tej zalicza się amunicję do hydroodstrzału, sprawdzania automatyki, balistyczną i wzorcową. Jest amunicją zawierającą materiały wybuchowe. Wykonane elementy amunicji działają jak bojowe oraz są oznakowane i pomalowane jak bojowe. Dla odróżnienia elementów, które zawierają materiały wybuchowe i pirotechniczne, a różnią się wykonaniem lub działaniem od bojowych naniesiony jest na nich czerwony pasek. W skład amunicji do badań mogą wchodzić również elementy amunicji treningowej nie zawierające materiałów wybuchowych i wówczas są one oznakowane jak amunicja treningowa. Opakowania znakuje się jak opakowania do amunicji bojowej, a dodatkowo umieszcza się na nich napis BALISTYCZNE i wzdłuż dolnej ścianki czołowej pasek koloru czerwonego.